# Monk (album 1964)
Monk è un album discografico del musicista jazz Thelonious Monk, pubblicato nel 1964 dall'etichetta Columbia Records.

## Il disco
La traccia Pannonica è un omaggio alla contessa Nica de Koenigswarter, mecenate britannica che supportò diversi musicisti jazz. La traccia Teo è invece dedicata al produttore discografico Teo Macero.

## Tracce
1. Liza (All the Clouds'll Roll Away) - 4:35
2. April in Paris - 7:52
3. Children's Song (That Old Man) - 4:55
4. I Love You (Sweetheart of All My Dreams) - 6:45
5. Just You, Just Me - 8:42
6. Pannonica - 7:21
7. Teo - 5:24

## Formazione
- Thelonious Monk: Pianoforte
- Larry Gales: Contrabbasso
- Ben Riley: Batteria
- Charlie Rouse: Sax tenore

Personale aggiuntivo
- Teo Macero: Produzione